# Estereopsia
Estereopsia - Visão estéreo.

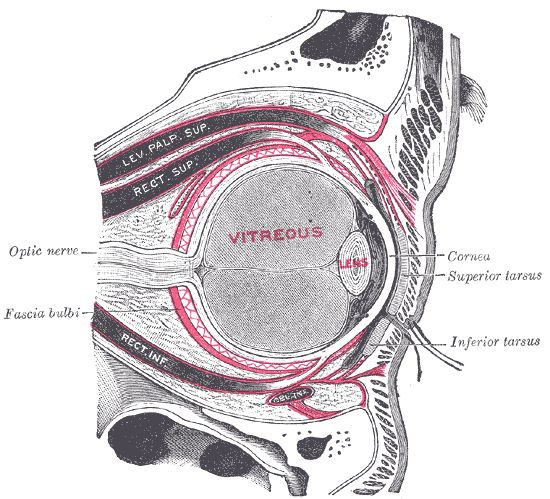
Esquema Ocular

Na visão binocular a imagem é captada  pelos olhos individualmente e transmitidas  ao cérebro, que deve ser capaz de medir  essas diferenças e fundi-las, resultando  em uma visão estéreo ou estereopsia.

A visão binocular dá a sensação espacial  das imagens, com diferenças  proporcionais à profundidade relativa aos  objetos no campo visual, e ainda que  vejamos duas imagens de um mesmo  objeto (uma por meio de cada olho)  percebemos apenas uma.  

No dia-a-dia esta sensação espacial,  chamada estereopsia, é imprescindível  para a orientação quanto a distância dos  objetos para se movimentar sem bater nos  móveis e objetos em casa, por exemplo. 

Foco Ocular

As imagens colhidas pelos dois olhos  (visão binocular), para que funcionem em  uma só, deverão ter o ponto alinhados e  capazes de enxergar imagens  semelhantes (funcionalmente homólogo  das duas retinas). Quando isso não  ocorre, passa-se a ter visão duplicada dos  objetos (diplopia).

Existem várias situações em que se pode perder esta capacidade de visão  binocular, entre as quais se encontram:  estrabismos (desvio ocular), perda visual  severa de um dos olhos (trauma, doenças  oculares etc.), diferença muito grande  entre o “grau” de cada olho  (anisometropia), doenças neurológicas  como paralisias etc.
A visão é um dos mais importantes  sentidos para um desenvolvimento físico e cognitivo normal no ser humano. O  desenvolvimento motor e a capacidade de  comunicação ficam prejudicados com  uma deficiência visual. 

Há vários dispositivos de visualização que  se aproveitavam da estereopsia para criar  ilusões de profundidade em imagens de  paisagens, monumentos arquitetônicos etc. As obras do artista
holandês Maurits Cornelis Escher (1898-1972) são um bom exemplo da estereopsia aplicada às artes gráficas.